# Ville Räikkönen
Ville Räikkönen   (Tuusula, 14 de febrer de 1972) és un biatleta finlandès, ja retirat, que va competir durant les dècades de 1990 i 2000.
El 1998 va prendre part als Jocs Olímpics d'Hivern de Nagano, on va disputar tres proves del programa de biatló. Guanyà la medalla de bronze en els 10 quilòmetres esprint i fou vuitè en el relleu 4×7,5 quilòmetres. També va participar, sense bons resultats, als Jocs de Salt Lake City.
En el seu palmarès també destaca una medalla de bronze al Campionat d'Europa de biatló de 1994.